# 김상곤
김상곤(金相坤, 1949년 12월 5일 ~ )은 대한민국의 정치인이다. [제16·17대 경기도교육감과 문재인 정부의 사회부총리 겸 교육부 장관 등을 역임하였다.

## 학력
- 1962년 광주서석국민학교 졸업
- 1965년 광주서중학교 졸업
- 1968년 광주제일고등학교 졸업
- 1975년 서울대학교 경영학 학사
- 1978년 서울대학교 대학원 경영학 석사
- 1982년 서울대학교 대학원 경영학 박사

## 경력
- 한신대학교 경영학과 교수
- 1995년~ 1997년 민주화를 위한 전국 교수협의회 공동의장
- 2006년 등록금후불제를 위한 교수대책위원회 위원장
- 2009년 5월 ~ 2010년 6월 제14대 경기도교육감
- 2010년 7월 ~ 2014년 3월 제15대 경기도교육감
- 2014년 새정치민주연합 경기도지사 경선 후보
- 2015년 5월 ~ 2015년 10월 새정치민주연합 혁신위원장
- 2016년 1월 더불어민주당 인재영입위원장
- 2017년 7월 ~ 2018년 10월 부총리 겸 교육부 장관
- 2017년 7월 ~ 2018년 10월 : 대통령직속 국가생명윤리심의위원회 당연직위원
- 2019년 3월 ~ 2020년 9월 : 제4대 경기도교육연구원 이사장
- 2020년 11월 ~ 2023년 12월 : 제22대 한국교직원공제회 이사장

## 생애

### 경기도교육감 선거
한신대학교 경영학과 교수로 재직 중 경기도 200여개 시민사회단체로 구성된 경기희망교육연대의 후보 단일화 요구를 받았다. 김상곤은 예비후보로 출마한 권오일 후보와 단일화 작업에서 승리해 "진보"측 단일 후보가 됐다. 선거운동 기간에는 일제고사, 자립형사립고 확대 등 이른바 'MB식 특권교육 정책'에 반대하는 공약을 내걸었고, 교육을 책임지는 학교, 보육까지 책임지는 학교, 무상 급식 등 서민 유권자를 위한 교육 정책을 집중 부각했다.
2009년 4월 8일, 김진춘 전 교육감 , 강원춘 후보, 김선일 후보, 한만용 후보로 경기도에서 치러진 첫 주민직선 교육감 선거에서 "보수"진영의 집중 지원을 받은 선거 당시 현직 교육감 김진춘 후보를 누르고 당선됐다.
김상곤 교육감 당선자는 42만2천302표에 해당하는 40.81%로, 2위 김진춘 전 교육감(34만8천57표 = 33.63%)을 적지 않은 표차로 따돌렸다. 비록 투표율은 저조했지만, 17대 대통령 선거 이후로 두 번째 지방선거에서 'MB식 교육정책'에 반대하며 나선 진보계 교육감 후보인 김상곤 당선자가 당선되었다.

### 경기도지사 선거
2014년 3월 4일 교육감 임기 만료를 세 달 앞두고, 경기도지사 출마를 위해 사퇴하였으나, 새정치민주연합의 경기도지사후보 선출을 위한 당내 경선에서 패배하며 출마가 좌절되었다.

### 제1야당 혁신위원장
2015년 5월 24일 재보선참패와 당내갈등으로 내홍을 겪던 새정치민주연합의 혁신위원장으로 임명되었다.

### 사회부총리 겸 교육부 장관
2017년 6월 11일 문재인 정부의 사회부총리 겸 교육부 장관 후보자로 지명되었다. 이후 김상곤이 서울대학교에서 취득한 석사학위 및 박사학위 논문에 대하여 표절 의혹이 제기되었고, 논문 중복 게재 의혹도 제기되어서 논란이 있었으나, 국회에서 인사청문보고서가 채택되었고, 7월 4일 교육부 장관에 임명되었다. 그러나 교육부장관으로 있으면서 대입과 고입을 비롯한 여러 교육정책들에 대한 논란이 발생했으며 김상곤 책임론이 대두되었다. 그리고 2018년 8월 30일 경질되었고 그 후임으로 유은혜 의원이 지명되었다.

## 논란

### 경기도교육감 재임 시절

#### 취임 업무보고 파행
2009년 4월 22일, 김상곤 당선자의 취임준비팀에 업무보고를 해야 할 도교육청 기획예산담당관실 직원들이 도교육청 간부회의를 통한 '업무보고취소' 명령에 파행을 빚었다.도교육청의 한 간부에 따르면 '민간인 신분의 준비팀에게 업무보고'는 부적절하다는 판단이었다.

#### 무상급식 확대, 혁신학교 정책
김상곤 교육감이 내걸었던 핵심 공약은 무상급식 확대와 혁신학교정책이었다. 도서 벽지, 농산어촌 지역학교, 300인 이하 소규모 경기지역 4백여개의 초등학교에 있는 급식도 먹지 못하는 빈곤층 자녀는 17%인데 지원 대상자는 10% 내외였기 때문에 김상곤 교육감은 2009년 하반기부터 무상급식의 비율을 20%까지 추경예산을 올려 책정하려 했으며, 혁신학교정책으로는 새로운 유형의 학교를 만들기 위해 한 학년을 5개 반 이하로 하여 학급당 학생수를 25명 이내로 줄이고, 교장에게 일정 비율의 교사 선택권을 보장해주며, 다양한 자율성을 부여하여 공교육을 극대화 하고자 한 정책이다. 그런데 2009년 6월 23일 열린 예산결산소위원회 회의에서 교육위원들의 주도로 혁신학교 예산 28억 2700만원을 전액삭감하였고, 무상급식 확대 예산 171억원은 절반 85억 5000만원을 삭감하여 반토막낸 수정안을 통과시켰다. 이로 인해 300인 이하 소규모 학교에 들어가는 무상급식계획은 예산의 50%만 지원하게 되었다.
7월 7일 열렸던, 정례회 제1차 본회의에서 한나라당 교육위원들의 막말에 가까운 말이 신문사에 의해 공개되어 많은 비난이 일었다. 이후 김상곤 교육감과 경기도민들, 민주당 교육위원들이 예산복구를 요구했으나, 되려 한나라당 교육위원들 일각에서는 무료급식 전액삭감을 숙고하는 목소리도 있었다.

#### 학교폭력 가해자 징계 내용의 학생부 기재 반대
학교폭력 가해자에 대해서 학생부기재를 요청하는 교육부 행정명령에 대해서 불복해 재판으로 승소하였다. (승소 보도)
- 소장의 내용중 일부 발췌
1. 가해학생 조치사항에 대한 학교생활기록부 기재는 국민의 자유와 권리를 제한하는 것
2. 학교폭력대책자치위원회의 가해학생 조치사항만을 학교생활기록부에 기재하는 것은 형평의 원칙에 어극난다는 점
3. 교과부의 지침은 어린 (가해) 학생들의 기본권을 침해할 우려가 높고 교육적으로 용납하기 어렵다는 점

#### 인사에서 특정 지역 출신 편중
6명의 교육장급 인사를 하면서 전남대, 전주교대 등 호남지역 인사들을 기용. 이에 따라 경기도교육청은 부교육감, 기획조정실장, 계획예산담당관 등 행정요직과 교육장 및 기관장 등 교육요직도 특정지역이 장악하게 됐다.  (당시 김상곤이 교육감직을 수행한 곳은 호남이 아니라 경기도다.)
경기도의 한 초등 교장은 “그동안 일반직에 대한 편중인사 논란이 제기돼 왔었는데 이번에 전문직까지 확대됐다” 고 지역 현장 교육계 분위기를 전했다.

### 교육부 장관 청문회
문재인 대통령이 6월 10일 김상곤을 교육부 장관에 지명한 이후 표절 의혹, 논문 중복게재 의혹, 연구업적 부실 등 각족 의혹이 제기되고 있다.

#### 반미 · 사회주의 사상과 국가관 논란
아래는 청문회 당시 전희경 자유한국당 의원이 공개한 주요활동 단체와 발언 내용이다.
- 민교협(민주화를 위한 전국 교수 협의회): 국가 보안법 폐지 농성 / 한총련 합법화 주장 / 이라크전 파병 반대 및 한미 FTA반대
- 전국 교수 노동조합: 주한 미군 철수 및 한미 동맹 폐기 선언 / 한미 FTA반대
- 전태일을 따르는 사이버 노동대학: 반제국주의민족해방, 반 자본 사회변혁 주장 / 사회주의 정당 건설 주장 / 사회주의 체제로의 변화 주장
- "민족의 화합과 평화를 저해하고 국민대중의 제반권리를 제한해 온 악법중의 악법, 국가보안법"[14]
- "...자본의 족쇄를 거부하고 사회주의를 상상하자."[15]
- "... 불평등하고 종속적인 대미 관계... 대미 종속에서 벗어나 주권 국가다운 자주성을 확보하고..."[16]

#### 표절 논란
김상곤이 1992년 서울대학교에 제출한 경영학 박사학위 논문 '사회주의 기업의 자주관리적 노사관계 모형에 관한 연구'에서 일본 학자 오쿠바야시 고지의 1983년 논문 '소련에서의 노동내용론'의 49-52쪽의 문장 22개를 번역하여서 그대로 실었는데, 인용 표시를 하지 않았다. 이 외에도, 주현과 이윤의 '소련의 산업생산 체제와 합작투자 제도'(1990), 신현준의 '페레스트로이카와 경제개혁'(1990), 메드베제프의 정치경제학교과서2(1988), 가이토 스스무의 '사회주의 경영학의 발전'(1983) 등 7개 문헌의 내용을 인용 표시를 하지 않고 자신의 논문에 옮겨 썼다. 또한, 김상곤이 서울대학교에 제출한 경영학 석사학위 논문('기술변화와 노사관계에 관한 연구-한국, 일본, 미국의 사례를 중심으로-')에서도 일본 학자 이시다 가즈오의 '현대기술과 기업노동'의 원문을 그대로 번역해 실어서 표절 의혹이 제기되었다.

#### 연구 업적 부실 논란
한국연구업적통합정보시스템에서 김상곤의 연구업적을 검색한 결과 김상곤이 연구소와 한신대학교 경영학과 교수로 근무한 30여년 동안 발표한 논문이 석사학위 논문, 박사학위 논문, 2008년에 학술지에 제출한 논문 총 3개라는 의혹이 제기되었다. 조선일보는 '일부 누락된 실적이 있을 수는 있어도, 수십년 학술 활동을 한 학자가 맞느냐는 생각이 든다'고 비판하였다.

#### 논문 중복 게재 의혹
김상곤은 1991년 12월 서울대 노사관계연구소 학술지에‘페레스트로이카하의 소련기업의 자주관리모형에 대한 연구’논문을 발표했고, 그에 즈음하여 학술지 '현상과 인식’에 사회주의 기업조직의 성격과 관리모형’논문을 발표했다. 이들 논문 2개의 내용은 김상곤의 서울대 박사학위 논문‘사회주의 기업의 자주관리적 노사관계 모형에 관한 연구: 페레스트로이카하의 소련기업을 중심으로'과 내용이 거의 같고, 표와 각주까지 거의 일치했다. 한편, 김상곤은 1997년 10월 한신대학교 논문집 특별호에‘신경영전략과 고용불안'을 발표했는데, 1997년 9월에 '신경영전략과 고용불안'을 요약한 논문 '신자유주의와 고용문제'를 자신이 소장으로 있던 '노동조합기업경영연구소'의 기관지 '민주노동과 대안'에 게재했다. 국민일보는 이에 대하여 논문 중복 게재 의혹을 제기하였다.

### 사회부총리 겸 교육부 장관 재임 시절
고입과 대입 등 여러 교육제도들의 '발표→반발→보류'가 반복되면서, 학부모와 학생들에게 혼란을 초래해 '김상곤 세대'라는 말도 등장했다.
같은 진보 진영에서도 비판이 나왔다. 더불어민주당 박용진 의원은 "이 정부에서 가장 많은 실망과 논란을 일으키고 있는 곳이 교육부"라며 "학부모로서, 진보 학부모로서 김상곤 교육부총리에 화가 난다"고 비판했다. 또한 전교조는 "교육부가 대입제도 개편 기본원칙이나 방향도 제시하지 못했다"며 "정부가 사회적 논란에 휩싸이는 것을 두려워한 나머지 대입제도 개혁의 목표와 가치를 어디에 두고 상충하는 가치 중 무엇을 우선할지 언급하지 않았다"는 성명서를 냈다.

#### 대입 제도 개편 논란
정시와 수시 비중, 수능 절대평가화 등 대학 입시 제도를 둘러싼 갈등이 발생하면서 김 부총리의 책임론이 제기되었다.
- 말 바꾸기 논란 : 2017년 8월에는 4과목 절대평가와 전 과목 절대평가만을 수능 개편안으로 제시했으나, 2018년 4월에는 절대평가가 교육부의 기본 입장인 적 없다고 발언했다. 또한 10년간의 수시 확대 기조를 유지했다가, 돌연 박춘란 교육부 차관이 각 대학들에 정시 확대를 전화로 요구했다.[23] 이로 인해 자유한국당은 박춘란 차관을 직권남용 혐의로 검찰에 고발했다.[22]
- 정책 시행 미루기 논란 : 2017년 8월 10일에는 2021학년도 수능 개편 시안을 발표했으나, 31일에는 수능 개편 1년 유예 결정을 내렸다.[23]
- 공론화를 통한 책임 떠넘기기 논란 : 2022학년도 대입 제도 개편안을 국가교육회의로 떠넘겼는데, 정작 국가교육회의에는 민간위원 12명 중 현직 교사나 입시전문가가 거의 없었다.[22][23] 그리고 책임을 맡게 된 국가교육회의는 다시 공론화위원회에 일을 이관했다. 공론화위원회 활동에 예산 20억 원을 썼지만, "지지도 조사 결과 1안(정시 비중 45% 이상)과 2안(수능 전 과목 절대평가 전환)이 각각 1위(52.5%)·2위(48.1%)였으나 통계적으로 유의미한 차이는 없었다"는 결과가 나오면서 확실한 결론 도출에 실패했다.[24] 이외에도 학생부 신뢰를 높이는 방안도 무작위로 뽑은 국민 100명에게 의견을 물어 결론을 내겠다는 '정책숙려제'를 통해 해결하겠다고 하였다.[23]

#### 외고 · 자사고 · 국제고 폐지 논란
외국어고 · 자율형사립고 · 국제고의 일반고 전환을 추진했다. 이 과정에서 명확한 폐지 로드맵이나 부작용에 대한 대안 제시가 없어서 학부모와 학생들의 혼란이 가중되었다는 비판이 나온다. 결국 찬반 측 모두 반발하자 교육부는 이들 학교와 일반고의 입시를 동시에 치러 학생 우선선발권을 없애는 수준으로 봉합을 한 상태다.

#### 유치원 · 어린이집 방과후 영어수업 금지 논란
2017년 12월 유치원ㆍ어린이집에서 방과후 영어수업을 2018년 3월부터 금지한다는 방침을 내놨다가, 3주 만에 시행 여부 자체를 1년 유예했다. 이낙연 국무총리는 "지나간 얘기지만 교육부에서 유치원 방과 후 영어교육 금지 정책을 가져왔길래 우려를 많이 했다"며 "교육부는 정책예고제를 얘기하지만 사전에 얘기를 들었으면 한다"고 하였다.

## 주요 논문 및 저서

### 논문
- 민주화 이행과 한국사회운동
- 권력 재편기의 민중운동과 시민운동
- 87항쟁의 형재적 의의와 한국민주화의 진로

### 저서
- 《김상곤, 행복한 학교 유쾌한 교육 혁신을 말하다》. 시대의창. 2011년 2월 20일. 공저.
- 《경제학자, 교육혁신을 말하다》. 창비. 2011년 6월 27일. 공저.
- 《더불어 행복한 민주공화국 (자유와 진보의 연대를 위한 정책 보고서)》. 폴리테이아. 2012년 6월 27일. 공저.
- 《김상곤의 교육편지 (행복한 교육을 꿈꾸는 이들께)》. 한겨레출판. 2012년 7월 20일.
- 《뚜벅뚜벅 김상곤 교육이 민생이다 (엄마 기자가 묻고 교육감이 답하다)》. 시사IN북. 2014년 2월 17일. 공저.

## 역대 선거 결과
|  | 40.81% |

|  | 42.33% |

## 같이 보기
- 대한민국의 사회부총리
- 대한민국의 교육부 장관
- 경기도교육감